# Polygrammodes supproximalis
Polygrammodes supproximalis là một loài bướm đêm trong họ Crambidae.